# Stenbock (äpple)
Stenbock är en äppelsort, som utsetts till landskapsäpple för Värmland. Skördas i början av september, håller kort tid. Zon 2–6.